# Theoretische Chirurgie
Die Theoretische Chirurgie ist eine Grundlagenwissenschaft und unterstützt die Entscheidungsfindung des operierenden Chirurgen. Sie hilft ihm, die bestmögliche chirurgische Behandlung zu planen. Das „Werkzeug“ des theoretischen Chirurgen ist also nicht das Skalpell, sondern die Datenbank. Neben der aktiven Beteiligung an der Vorbereitung von chirurgischen Eingriffen obliegt dem theoretischen Chirurgen auch die Qualitätssicherung, das heißt, die wissenschaftliche Dokumentation des Erfolgs (oder Misserfolgs) von durchgeführten Operationen – eine wichtige Voraussetzung für die Weiterentwicklung erfolgreicher chirurgischer Verfahren und somit für die Verbesserung der Krankenversorgung.
Als wichtigster Wegbereiter dieses Zweigs der medizinischen Wissenschaft in Deutschland gilt der von 1970 bis 2004 an der Philipps-Universität Marburg lehrende Wilfried Lorenz. Er erhielt eine der ersten Professuren mit dieser Bezeichnung, die auch nach seiner Emeritierung beibehalten wurde. Außerdem gab er die wichtigste deutsche wissenschaftliche (gleichnamige) Fachzeitschrift heraus.

## Belege
1. ↑  Dies Academicus am Fachbereich Medizin. (Memento vom 6. Dezember 2010 im Internet Archive). Im Original publiziert auf uni-marburg.de vom 17. November 2010.
2. ↑  Laudatio zur Verleihung der Euricius-Cordus-Medaille der Marburger Universität am 24. November 2010.
3. ↑  Euricius-Cordus-Medaille an Prof. Dr. Wilfried Lorenz. Auf: marburg-news.de vom 25. November 2010.